# Selecția Națională 2023
La ventiseiesima edizione di Selecția Națională si è svolta l'11 febbraio 2023 e ha selezionato il rappresentante della Romania all'Eurovision Song Contest 2023 a Liverpool.
Il vincitore è stato Theodor Andrei con D.G.T. (Off and On).

## Organizzazione
L'emittente pubblica Televiziunea Română (TVR) ha confermato la partecipazione della Romania all'Eurovision Song Contest 2023 il 26 agosto 2022. Il successivo 14 novembre TVR ha confermato l'organizzazione di una nuova edizione di Selecția Națională per la selezione del proprio rappresentante eurovisivo. Gli artisti interessati hanno potuto inviare le proprie proposte entro l'11 dicembre. Il festival si è tenuto in un'unica serata l'11 febbraio 2023 e i risultati sono stati decretati unicamente dal pubblico, che ha avuto la possibilità di esprimere la propria preferenza via televoto e voto online.

## Partecipanti
Una giuria formata da Sebastian Ferenţ, Laura Coroianu, Bogdan Stratulă, John Varbiu, Alin Vaida, Mihai Predescu e Remus Achim ha selezionato i 12 partecipanti fra le 85 proposte ricevute, che sono stati annunciati il 17 dicembre 2022. Tutti i brani sono stati resi disponibili il successivo 29 dicembre.
| Artista                                    | Titolo              | Lingua          | Compositori                                                                           |
| ------------------------------------------ | ------------------- | --------------- | ------------------------------------------------------------------------------------- |
| Adriana Moraru                             | Faralaes            | Spagnolo        | Oana Adriana Moraru                                                                   |
| Aledaida                                   | Bla Bla Bla         | Inglese         | Liam Erixon, Emilija Jokubaitytė, Ellis Sportel, Andrei Mihai                         |
| Amia                                       | Puppet              | Inglese         | Erin Dăneţ, Cătălina Ioana Oteleanu, Alexia Maria Troaca                              |
| Andrada Popa                               | No Time for Me      | Inglese         | Andrada Popa, Ciprian Lemnaru                                                         |
| Andreea D Folclor Orchestra                | Periniţa mea        | Rumeno          | Silviu Păduraru, Andreea Păduraru                                                     |
| Andrei Duţu                                | Statues             | Inglese         | Kjetil Mørland, Aidan O'Connor                                                        |
| Deiona                                     | Call on Me          | Inglese         | Erin Dăneţ, Cătălina Ioana Oteleanu, Andreea Ioana Stoica                             |
| JaxMan                                     | Bad & Cool          | Inglese         | Erin Dăneţ, Cătălina Ioana Oteleanu                                                   |
| Maryliss                                   | Hai vino            | Rumeno          | Maria Avramescu                                                                       |
| Ocean Drive                                | Take You Home       | Inglese         | Alin Mihai Dunca, Andrei Glad Condor, Cătălin Peter, Czol Laszlo, David Andrei Dragoș |
| Steven Roho, Gabriella & Formaţia Albatros | Lele                | Inglese         | Alex Rosu, Formația Albatros, Gabriela Lazar                                          |
| Theodor Andrei                             | D.G.T. (Off and On) | Rumeno, inglese | Theodor Andrei, Luca De Mezzo, Mikail Jahed, Luca Udățeanu                            |

## Finale
La finale si è svolta l'11 febbraio 2023 presso gli studi televisivi TVR di Bucarest ed è stata presentata da Laurențiu Niculescu e Ilinca Băcilă. L'ordine di uscita è stato determinato da un sorteggio il 23 dicembre 2022.
A vincere il televoto ed il voto online sono stati rispettivamente l'Andreea D Folclor Orchestra e Theodor Andrei; una volta sommati i punteggi, Theodor Andrei è risultato il vincitore della manifestazione.
| #  | Artista                                    | Titolo              | Punteggio | Punteggio | Punteggio | Posizione |
| #  | Artista                                    | Titolo              | Televoto  | Online    | Totale    | Posizione |
| -- | ------------------------------------------ | ------------------- | --------- | --------- | --------- | --------- |
| 1  | Deiona                                     | Call on Me          | 925       | 953       | 1 878     | 9         |
| 2  | Andrada Popa                               | No Time for Me      | 704       | 902       | 1 606     | 10        |
| 3  | Ocean Drive                                | Take You Home       | 867       | 602       | 1 469     | 11        |
| 4  | Amia                                       | Puppet              | 2 346     | 1 886     | 4 232     | 5         |
| 5  | Andrei Duţu                                | Statues             | 2 269     | 2 033     | 4 302     | 3         |
| 6  | Theodor Andrei                             | D.G.T. (Off and On) | 2 556     | 2 674     | 5 230     | 1         |
| 7  | Steven Roho, Gabriella & Formaţia Albatros | Lele                | 1 626     | 1 231     | 2 857     | 6         |
| 8  | Aledaida                                   | Bla Bla Bla         | 2 118     | 2 132     | 4 250     | 4         |
| 9  | Adriana Moraru                             | Faralaes            | 510       | 415       | 925       | 12        |
| 10 | Maryliss                                   | Hai vino            | 1 497     | 974       | 2 471     | 7         |
| 11 | JaxMan                                     | Bad & Cool          | 1 271     | 1 188     | 2 459     | 8         |
| 12 | Andreea D Folclor Orchestra                | Periniţa mea        | 2 896     | 1 946     | 4 845     | 2         |